# Buruanga
Buruanga (Bayan ng Buruanga) är en kommun i Filippinerna. Kommunen ligger på ön Panay, och tillhör provinsen Aklan. Folkmängden uppgår till 19 003 invånare år 2015.
Buruanga är indelat i 14 barangayer.